# Земский собор 1584 года (избирательный)
Не путать с церковно-земским собором 1584 года по решению вопроса отмены тарханных привилегий.
Земский собор 1584 года — спорный, апрельский избирательный земский собор (совещание) по избранию на царство (утверждению) Фёдора I Ивановича.
После смерти Ивана IV Васильевича Грозного в 1584 году, обстоятельства дела не были таковы, чтобы требовался созыв необычного в московской практике  громоздкого учреждения, каким был Земский собор. Царевич Фёдор Иванович, хотя и был слабоумен и хил, тем не менее, как старший сын, являлся законным наследником престола. Среди дворцовой партии бояр, заправлявших делами, крупных разногласий в то время ещё не возникало, а потому для решения вопроса о венчании на царство Фёдора Ивановича не было нужды созывать собор.

## Историография
В Новом летописце имеется запись: “… по представлению царя Ивана Васильевича приидоша к Москве изо всех городов Московского государства и молили со слезами царевича Фёдора Ивановича, что бы не мешкая сел на Московское государство и венчался царским венцом”. С.М. Соловьёв об этом упоминании писал: “или действительно рождался вопрос, кому быть царём, возрастному, но неспособному Фёдору или младенцу Димитрию и было так много людей на стороне Дмитрия, что Боярская дума сочла нужной вызвать именитых людей из городов”. В.О. Ключевский отмечал, что молить сына покойного царя о вступлении на престол отца, не значит избираться на царство и посылка депутации с такой мольбой не даёт ещё оснований предполагать созыв земских уполномоченных в государственное представительское собрание.
Летописцы об избрании на царство Фёдора Ивановича всем Московским государством говорят слишком обще и неопределённо, а иностранцы (Петрей и Горсей) сообщают о каком-то совещании высшего духовенства и сановников, в котором видно совещание Боярской думы и освящённого собора (высшее духовенство).
Англичанин Д. Горсей, бывшему в то время в России, это собрание показалась похожим на парламент, составленный изо всех духовных и светских сановников, из “всей знати” и сообщает, что в ту же самую ночь, когда умер царь, бояре назначенные стоять во главе правления, по воле покойного царя, возвели на престол Фёдора Ивановича, которому была принесена присяга. Шведский хронист Петрей сообщал, что Фёдора избрали на царство высшие и низшие сословия. В Псковской летописи записано, что Фёдор Иванович был поставлен на царство митрополитом Дионисием и всеми людьми Русской земли. В Московским летописце XVII века подчёркнута роль митрополита Дионисия, который писал по всем градам, чтобы власти ехали на собор.

## Историки о Земском соборе
В.О. Ключевский, опираясь на свидетельство Г.О. Котошихина, писал, что царь Фёдор Иванович был утверждён на престоле собором.
И.А. Стратонов писал: "При вступлении Фёдора Ивановича на престол имело место какое-то событие, настоящий смысл которого теперь нам, несмотря на массу сведений, трудно отгадать. Однако некоторые историки событие это не осмеливались считать земским собором. Но если в 1584 году и был собор, то благодаря отсутствию подлинного акта этого собора трудно составить себе понятие о его составе и цели созыва".  Опираясь на упоминания прокатившихся в 1584 году волнений в Москве, академик Л.В. Черепнин подчёркивал, что сословия проявили инициативу созыва земского собора.
Историки А.А. Зимин и Н.И. Павленко отрицают или склоняются к тому, что не могут однозначно судить о том, состоялся ли Земский избирательный собор в апреле 1584 года.